# Kalvgölen, Östergötland
Kalvgölen är en sjö i Norrköpings kommun i Östergötland och ingår i Motala ströms huvudavrinningsområde. Sjöns area är 0,016 kvadratkilometer och den är belägen 82 meter över havet.